# Раковњик
Раковњик (чеш. Rakovník) град је у Чешкој Републици, у оквиру историјске покрајине Бохемије. Раковник је град у управној јединици Средњочешки крај, у оквиру којег је седиште засебног округа Раковњик.

## Географија
Раковњик се налази у средишњем делу Чешке републике. Град је удаљен од 60 km западно од главног града Прага.
Град Раковњик се налази у области средишње Бохемије. Надморска висина града је око 320 m. Град се налази у области Средњочешке висије. Кроз град протиче истоимени Раковњички поток.

## Историја
Подручје Раковњика било је насељено још у доба праисторије. Насеље под данашњим називом први пут се у писаним документима спомиње 1252. године, а насеље је 1300. године добило градска права.
Крајем 19. века град је постао кључно чвориште за железнички саобраћај средње и западне Бохемије. Овакви услови привукли су бројне фирме и Раковњик је после тога индустријализован.
Године 1918. Раковњик је постао део новоосноване Чехословачке. После осамостаљења Чешке дошло је до опадања активности тешке индустрије и до проблема са преструктурирањем привреде.

## Становништво
Раковњик данас има око 16.000 становника и последњих година број становника у граду опада. Поред Чеха у граду живе и Роми.

## Партнерски градови
- Диценбах
- Истра
- Weert
- Краљовски Хлмец
- Кошћан

## Галерија
- Градска кућа
- Прашка капија
- Римокатоличка црква
- Градска железничка станица